# Кіборг (фільм)
«Кіборг» (англ. Cyborg) — американський фантастичний бойовик 1989 року.

## Сюжет
Америка 21-го сторіччя, животіючи в соціальній анархії і смертоносній чумі, ось-ось стане жертвою бурхливого злодійського беззаконня. Тільки Перл Профет, прекрасна напівжінка-напівробот, знає секрет створення рятівної вакцини. Збираючи компоненти, необхідні для порятунку людства, Перл потрапляє в полон до Фендера Тремоло, який замислив використати протиотруту в особистих цілях і добитися панування над цілим світом. Тепер тільки сталевий кулак Гібсона Рікенбейкера може врятувати її, а заодно і все, що ще залишилося від людства.

## У ролях
- Жан-Клод Ван Дамм — Гібсон Рікенбейкер
- Дебора Ріхтер — Наді Сіммонс
- Вінсент Клін — Фендер Тремоло
- Алекс Деніелс — Маршалл Страт
- Дейл Хеддон — Перл Профет
- Блейз Лунг — Фурман Вокс / пірат
- Ральф Меллер — Брік Бардо
- Хейлі Пітерсон — Хейлі
- Террі Батсон — Мері
- Джексон «Скала» Пінкні — Тайтус / пірат
- Дженіс Грейсер — Ворг
- Роберт Пентз — Бейс / пірат
- Шерон К. Тью — Пратер / пірат
- Чак Аллен — Вондо / пірат
- Стефанос Мільцакакіс — Ксіло / пірат
- Крістіна Себастьян — молодий Хейлі
- Томас Барлі — Віллі
- Дейл Фрай — Sather / пірат
- Джофрі С. Браун — власник салону / пірат
- Джим Кріч — Рональд Пайк
- Метт МакКольм — пірат
- Карен Спелл — пірат
- Джеймс Ірвін — пірат
- Джонні Грейді мол. — пірат
- Майкл Халфорд — пірат
- О. Д. Вілсон — пірат
- Брюс Фрай — пірат
- Тім Гілберт — пірат
- Білл Моррісон — пірат
- Томмі Еванс — пірат

## Цікаві факти
- Джексон «Скеля» Пінкні, який зіграв одного з піратів Фендера Тремоло, під час зйомки сцени бою з Жан-Клод Ван Даммом з необережності останнього з ножем позбувся ока. Пінкні подав до суду на Ван Дамма і в 1993 році виграв справу, Жан-Клод Ван Дамм був визнаний винним в умисному заподіянні шкоди здоров'ю і заплатив Пінкні як компенсацію 485 000 доларів.
- Прем'єра фільму відбулася одночасно в 830 кінотеатрах, а збори за вихідні (7—9 квітня) склали 3 179 811 доларів, що в півтора рази перевищило бюджет фільму.
- Імена головних героїв картини — Фендер Тремоло, Перл Профет, Гібсон Рікенбейкер, Наді Сіммонс, Маршалл Страт — були взяті на основі назв музичних інструментів або їх виробників.
- На американському телебаченні цей фільм йшов під назвою «Повелителі Всесвіту 2: Кіборг» (Masters of the Universe II: The Cyborg). Справа в тому, що картина повинна була стати продовженням телефільму «Повелителі Всесвіту» (1987). Вже був написаний сценарій, але проект закрили, а сценарій переписали для повнометражного кінофільму.
- Пізніше були зняті картини «Кіборг 2: Скляна тінь» (1993) і «Кіборг 3: Переробник» (1994), які до цього фільму ніякого відношення не мають.
- Режисер фільму Альберт Пьюн хотів бачити в головній ролі самого Чака Норріса, у якого був контракт з кінокомпанією «The Cannon Group Inc.», але Менахем Голан запропонував взяти на роль Жана-Клода Ван Дамма.
- За весь час фільму герої практично не називають один одного по іменах. Також у фільмі дуже мало людей, діалогів і практично повна відсутність вогнепальної зброї.
- Музика з фільму використовувалася дез-метал групою «Mortician» як вступ на альбомі «World Damnation», а монолог Фендера використовувався ще кількома групами в піснях.
- Цей фільм став дебютом в кіно Вінсента Кліна і Ральфа Меллера.
- Фільм був знятий за 24 дні.
- Фільм знімався в місті Вілмінгтон, Північна Кароліна.
- Це був останній реліз для Cannon після банкрутства в 1987 році.